# Миллер, Алисса
Алисса Элейн Миллер (англ. Alyssa Elaine Miller; род. 4 июля 1989) — американская фотомодель. Среди её основных достижений появления на обложках немецкого Vogue и итальянского Elle, сотрудничество с Guess и Victoria’s Secret, а также появление в Sports Illustrated Swimsuit Issue.

## Биография
Миллер родилась в Лос-Анджелесе, штат Калифорния. У неё немецкие, австрийские, английские, ирландские, шотландские и валлийские корни. Миллер выросла в Палмдейле, округ Лос-Анджелес.
Миллер известна своими темно-каштановыми волосами, густыми бровями и примечательной костной структурой. Её отличает очень «европейская» наружность. Поль Марчиано, основатель Guess, говорил: «Алисса является самой „европейской“ американской девушкой, которую я когда-либо видел!».

## Карьера
В 2003 году её отец отправил пробные фотографии в Лос-Анджелесский офис IMG Models. В 2005 году она стала самой многообещающей моделью в агентстве Marilyn NY. В этом же году она участвовала в осенней кампании для Стеллы Маккартни. В феврале 2006 года она появилась во всех главных изданиях Vogue, в том числе на обложке итальянского Vogue Позже она появилась на обложке немецкого Vogue в октябре 2006 года, а в июле 2010 года на обложке итальянского Elle (позднее она также появилась на обложке журнала в октябре 2012 года). Миллер стала одним из новых лиц Guess в конце 2010 года. Она также работала для Victoria’s Secret. Миллер сотрудничала с Bebe, Billabong, Chopard, Diesel, Elie Tahari, Intimissimi, Juicy Couture, La Perla и Laura Biagiotti.
Миллер подписала контракт с Elite Model Management в 2011 году. Она появилась в Sports Illustrated Swimsuit Issue в 2011 году, будучи одним из пяти новичков (вместе с Шэннан Клик, Кензой Фурати, Изабель Гулар и Кейт Аптон) в выпуске. В 2011 она появилась как боди-арт-модель в Swimsuit Issue, где её разрисовала Джоанн Гейр. В 2013 году Миллер появилась в своём третьем Swimsuit Issue. В 2011 и 2013, Миллер приняла участие в ежегодном Sports Illustrated Swimsuit Топ 10 с Дэвидом Леттерманом в Late Show with David Letterman.
В 2012 году Миллер стала музой Blumarine Bellissima. В 2013 году она сыграла русалку в 2013 клипе для песни «Mermaid» группы Train. Миллер была жертвой издевательств[уточнить], и она стала выступать против издевательств 1 мая 2013 года, вместе с чемпионом Super Bowl XLVII Джамилем МакКлейном, став международным послом STOMP Out Bullying. В 2013 году Миллер подписала контракт с IMG вскоре после первого появления на публике с Джейком Джилленхолом. Она появилась в юбилейном выпуске Esquire посвящённому 80-летию издания в качестве одной из 80 вещей, которые определяют наше время. В декабре 2013 года Миллер появилась на обложке «2014 Calendar Girl Issue» журнала Galore. Её образы были дополнены произведениями Клаудии Голд.
В июле 2014 года Миллер, вместе с журналисткой мод Робин Беркли, запустила коллекцию одежды, процент с продаж которой жертвовался в Фонд Дэвида Линча. Миллер снялась в камео в фильме 2015 года «Антураж».

## Личная жизнь
Миллер начала встречаться с актёром Джейком Джилленхолом в середине июня 2013 года. Пара впервые появилась на публике 12 июля в тренажёрном зале Barry’s Bootcamp в Трибеке, а тремя днями позднее Миллер познакомилась с матерью Джилленхола. Миллер училась у неё готовке и организации званых обедов. Согласно сообщениям, Миллер и Джилленхол расстались в конце 2013 года. Источник UsMagazine.com писал: «Они выдохлись. Это случилось некоторое время назад — ещё до праздников. Он вернулся на сцену». Однако в феврале пара помирилась. В мае 2014 года они были замечены вместе на прогулке с собакой, бостон-терьером по имени Чарли.
Миллер занимается балетом и бегом; она практикует трансцендентальную медитацию. Её отца зовут Крейг Миллер, у неё есть несколько братьев и сестер.
В 2021 году была замечена с актёром Эндрю Гарфилдом.